# Tysklands Grand Prix 1958
Tysklands Grand Prix 1958 var det åttonde av elva lopp ingående i formel 1-VM 1958. 

## Resultat
1. Tony Brooks, Vanwall, 8 poäng
2. Roy Salvadori, Cooper-Climax, 6
3. Maurice Trintignant, R R C Walker (Cooper-Climax), 4
4. Wolfgang von Trips, Ferrari, 3
5. Bruce McLaren, Cooper-Climax F2
6. Edgar Barth, Porsche F2
7. Ian Burgess, Cooper-Climax F2
8. Tony Marsh, Tony Marsh (Cooper-Climax F2)
9. Phil Hill, Ferrari F2
10. Cliff Allison, Lotus-Climax
11. Ivor Bueb, Ecurie Demi Litre (Lotus-Climax F2)

### Förare som bröt loppet
- Mike Hawthorn, Ferrari (varv 11, koppling)
- Peter Collins, Ferrari (10, olycka) †
- Harry Schell, BRM (9, bromsar)
- Wolfgang Seidel, R R C Walker (Cooper-Climax) (9, upphängning)
- Jean Behra, BRM (4, upphängning)
- Graham Hill, Lotus-Climax F2 (4, oljerör)
- Christian Goethals, Ecurie Eperon d'Or (Cooper-Climax F2) (4, bränslepump)
- Stirling Moss, Vanwall (3, tändfördelare) 1 poäng
- Carel Godin de Beaufort, Ecurie Maarsbergen (Porsche F2) (3, motor)
- Hans Herrmann, Scuderia Centro Sud (Maserati) (3, motor)
- Dick Gibson, Dick Gibson (Cooper-Climax F2) (2, motor)
- Jack Brabham, Cooper-Climax F2 (1, kollision)
- Brian Naylor, JBW (Cooper-Climax F2) (1, bränslepump)
- Joakim Bonnier, Scuderia Centro Sud (Maserati) (1, olycka)

### Förare som ej startade
- Troy Ruttman, Scuderia Centro Sud (Maserati)